# Droplettone
Il droplettone (dall'inglese: droplet, gocciolina) è una quasiparticella scoperta nel 2014 da scienziati del National Institute of Standards and Technology (NIST) in Colorado (Stati Uniti).
La quasiparticella è stata ottenuta eccitando atomi di Arseniuro di Gallio con un laser rosso ultraveloce che creando un numero di eccitoni che oltre una certa soglia si sono trasformate in "bolle" elettricamente neutre, ribattezzate droplettoni.
la durata di vita di queste quasiparticelle è di 25 picosecondi e hanno un comportamento simile ad un liquido.